# Conan i droga królów
Conan i droga królów (ang. The Road of Kings) – powieść fantasy, której autorem jest Karl Edward Wagner, opisująca dalsze losy Conana Barbarzyńcy, bohatera wymyślonego przez pisarza Roberta E. Howarda. Po raz pierwszy została wydana w miękkiej oprawie przez wydawnictwo Bantam Books w październiku 1979 roku. Późniejsze edycje w miękkich okładkach wydane zostały nakładem oficyn wydawniczych Ace Books (1987) i Tor Books (2001). Wydawnictwo Warner Books opublikowało tę książkę w roku 1989. W Wielkiej Brytanii powieść ta został po raz pierwszy wydana przez wydawnictwo Sphere Books w 1986 roku i ponownie w 1989. Z wyjątkiem publikacji wydawnictw Bantam i Tor, wszystkie inne wersje zostały wydane pod tytułem Conan:The Road of Kings – Conan i droga królów.
W Polsce powieść została wydana jako siedemnasty tom tzw. "czarnej serii" przez wydawnictwo Amber w roku 1994 pod tytułem Conan i droga królów.

## Fabuła
Conan przyłącza się do ludzi, którzy ocalili go od szubienicy i wplątuje się w krwawą walkę mającą na celu obalenie okrutnego władcy królestwa Zingary. Niebawem
Conan wyciągnie miecz przeciwko nowemu jeszcze gorszemu tyranowi i jego budzącym grozę poplecznikom.